# Oxyomus kiuchii
Oxyomus kiuchii är en skalbaggsart som beskrevs av Masumoto 1991. Oxyomus kiuchii ingår i släktet Oxyomus och familjen Aphodiidae. Inga underarter finns listade i Catalogue of Life.